# Pterocarpus santalinoides
Pterocarpus santalinoides là một loài thực vật có hoa trong họ Đậu. Loài này được DC. miêu tả khoa học đầu tiên.